# Список умерших в 1115 году
В этой статье представлен список известных людей, умерших в 1115 году.
См. также: Категория:Умершие в 1115 году

## Апрель
- 16 апреля — Магнус Оркнейский — первый эрл Оркнейских островов, который носил этот титул (1108—1115), святой католической церкви. Убит
- Адела Фландрская — королева-консорт Дании (1080—1085), жена датского короля Кнута IV Святого, герцогиня-консорт Апулии (1092—1111), жена герцога Рожера I Борсы, регент при своём сыне Вильгельме II

## Май
- 22 мая — Лев Остийский — итальянский церковный деятель, хронист и агиограф, монах-бенедиктинец из аббатства Монтекассино, кардинал-епископ Остии.

## Июнь
- 3 июня — Моранд Эльзасский[нем.] — бенедиктинский монах, святой римско-католической церкви[1].

## Июль
- 8 июля — Пётр Амьенский (Пётр Пустынник) — монах из Амьена, ключевая фигура первого крестового похода
- 24 июля — Матильда Тосканская (Великая графиня) — маркграфиня тосканская (1076—1115)

## Август
- 1 августа — Олег Святославич (Гориславич) — князь Волынский (1073—1078) последний князь тмутараканский (1083—1094), князь черниговский (1078, 1094—1097), первый князь новгород-северский (1097—1115)

## Ноябрь
- 8 ноября — Годфрид Амьенский — епископ Амьена (1104—1115), святой римско-католической церкви.

## Декабрь
- 22 декабря — Олаф Магнуссон — король Норвегии (1103—1115)
- 23 декабря — Ив Шартрский — епископ Шартра (1090—1115), святой римско-католической церкви.
- 30 декабря — Тьерри (Дитрих) II Храбрый герцог Лотарингии (1070—1115)

## Дата неизвестна или требует уточнения
- Абу аль-Муин ан-Насафи — среднеазиатский ханафитский богослов матуридской школы суннитского ислама.
- Арто II — граф Верхнего Пальярса (Пальярс Собира) (с 1081).
- Восьмой Олень Коготь Ягуара — правитель миштеков (1079–1115), военачальник.
- Гертруда Фландрская — графиня Лувена и ландграфиня Брабанта в браке с Генрихом III и герцогиня Лотарингии в браке с Тьерри II.
- Гилберт Фиц-Ричард — англонормандский аристократ, один из соратников английского короля Генриха I и основатель дворянского рода де Клер.
- Герберга — графиня Прованса (1093—1112)
- Гильом III — граф Перигора.
- Домналл мак Тайдг Уа Бриайн — король Мэна, Томонда и Дублина из династии Уа Бриайн.
- Иоаким Осоговский — отшельник, святой христианской церкви[2]
- Исаия Печерский — Монах Киево-Печерского монастыря, святой православной церкви[3].
- Масуд III ибн Ибрахим — султан Газневидского султаната (1099—1115).
- Пётр Пуатьесский — епископ Пуатье (1087—1115), святой римско-католической церкви[2].
- Роберт де Мобрей — последний англо-нормандский граф Нортумбрии (1086—1095), активный участник восстаний против короля Вильгельма II.
- Танхельм Антверпенский — еретический странствующий проповедник.
- Шин Арахан[англ.] — религиозный (буддистский) руководитель государства Паган (1056—1115), реформатор буддизма.
- Эд III де Блуа — граф Труа (как Эд IV), граф Мо (как Эд II) (1047—1066). Граф Омальский (1069—1115). Участник Нормандского завоевания Англии